# Pseudonannolene caulleryi
Pseudonannolene caulleryi är en mångfotingart som beskrevs av Henri W. Brölemann 1929. Pseudonannolene caulleryi ingår i släktet Pseudonannolene och familjen Pseudonannolenidae. Inga underarter finns listade i Catalogue of Life.